# Randubango
Randubango is een bestuurslaag in het regentschap Mojokerto van de provincie Oost-Java, Indonesië. Randubango telt 5271 inwoners (volkstelling 2010).